# Sébastien Squillaci
Sébastien Squillaci (* 11. August 1980 in Toulon) ist ein ehemaliger französischer Fußballspieler, der zuletzt beim SC Bastia unter Vertrag stand.

## Karriere

### Verein
Squillacis Profikarriere begann im Sommer 1997 bei Sporting Toulon Var, wo er aber nur für ein Jahr blieb, um anschließend beim AS Monaco einen Vertrag zu unterzeichnen. In den ersten zwei Jahren konnte er sich jedoch nicht richtig durchsetzen und wurde, um Spielpraxis zu sammeln, für zwei Jahre zum AC Ajaccio in die Ligue 2 verliehen.
Dort konnte er sich weiterentwickeln und schaffte mit dem Verein den Wiederaufstieg in die höchste französische Spielklasse.
Zur Saison 2002/03 kehrte er zum AS Monaco zurück, wo er sich in die Stammelf spielen konnte. Er blieb den Monegassen bis Juli 2006 treu. In dieser Zeit konnte er mit den Monegassen in der UEFA Champions League bis ins Finale vorstoßen, das diese dann aber gegen den FC Porto in Gelsenkirchen 0:3 verloren. Squillaci wurde in der 72. Minute für Gaël Givet eingewechselt.
Von 2006 bis 2008 war der Verteidiger bei Olympique Lyon unter Vertrag. Bei dem Transfer tauschten die Lyoner Sylvain Monsoreau und überwiesen extra 4,5 Millionen € nach Monaco. In Lyon war Squillaci Leistungsträger und gewann mit dem Team 2007 und 2008 die  französische Meisterschaft sowie 2006 und 2007 die Trophée des Champions. Sein Vertrag war bis zum 30. Juni 2010 datiert, zur Saison 2008/09 wechselte er nach Spanien, zum FC Sevilla. Nachdem der Defensivspieler im ersten Jahr Stammspieler geworden war, verlor er zur Folgesaison seinen Platz und war oftmals nur Zuschauer. Der FCS erreichte zum Ende der Spielzeit das Finale der Copa del Rey. Im Endspiel am 13. Mai 2010 gegen Atlético Madrid ließ ihn Trainer Antonio Álvarez in der Startelf auflaufen. Die Begegnung wurde mit 2:0 gewonnen.
Zu Beginn der neuen Spielzeit machte Squaillaci auf sich aufmerksam, als er sich weigerte für Sevilla in der Champions-League-Qualifikation gegen Sporting Braga aufzulaufen, um so eine Freigabe für einen Wechsel zu provozieren. Kurz darauf wurde bekannt, dass er nach England, zum FC Arsenal wechseln wird. Da er für Sevilla nicht gegen Braga spielte, war er weiterhin für Arsenal in der Champions League einsetzbar. In London ersetzte er den abgewanderten William Gallas. Nach dem Ende der Saison 2012/13 wurde sein auslaufender Vertrag bei den „Gunners“ nicht verlängert.
Daraufhin wechselte Squillaci ablösefrei zum SC Bastia. In Bastia wurde Squillaci sehr schnell zum Stammspieler in der Innenverteidigung. Mit dem SC Bastia konnte Squillaci auch einige Erfolge feiern, bspw. konnten sie im Coupe de la Ligue 2015 bis ins Finale vorstoßen. In der Saison 2016/2017 verletzte sich Squillaci jedoch bereits am 10. Spieltag gegen FCO Dijon und konnte bis zum Ende der Saison nicht in die Mannschaft zurückkehren. Zusammen mit dem SC Bastia stieg er als Letztplatzierter in die Ligue 2 ab.
Am 19. August 2017 beendete er seine Karriere.

### Nationalmannschaft
Durch gute Leistungen bei Monaco spielte sich Squillaci in den erweiterten Kader der französischen Nationalmannschaft. Sein Debüt gab er im Jahre 2004. Durch seinen Wechsel nach Lyon rückte er weiter in das Blickfeld der Les Bleus und hoffte auf eine Nominierung für die WM 2006. Doch durch das Comeback von Lilian Thuram war für den Innenverteidiger kein Platz mehr im Kader der Franzosen. Bei der EM-Endrunde 2008 gehörte er zum französischen Aufgebot, wurde aber in keinem Spiel eingesetzt. Zwei Jahre später stand er erneut im Kader der Franzosen bei der Weltmeisterschaft in Südafrika. Dabei kam er im letzten Vorrundenspiel gegen Gastgeber Südafrika zu seinem WM-Debüt als ihn Trainer Raymond Domenech neben William Gallas in der Startelf der Mannschaft aufbot. Dabei ersetzte er Éric Abidal, der vor Spielbeginn Domenech darum bat nicht auflaufen zu müssen. Frankreich verlor 1:2 und schied aus dem Turnier aus.

## Erfolge
- französischer Vize-Meister mit dem AS Monaco: 2003, 2004
- französischer Meister mit Olympique Lyon: 2007, 2008
- Trophée des Champions mit Olympique Lyon: 2006, 2007
- Copa del Rey mit FC Sevilla: 2010
- Finalist im Coupe de la Ligue mit SC Bastia: 2015